# Ernst Ludwig Orlich

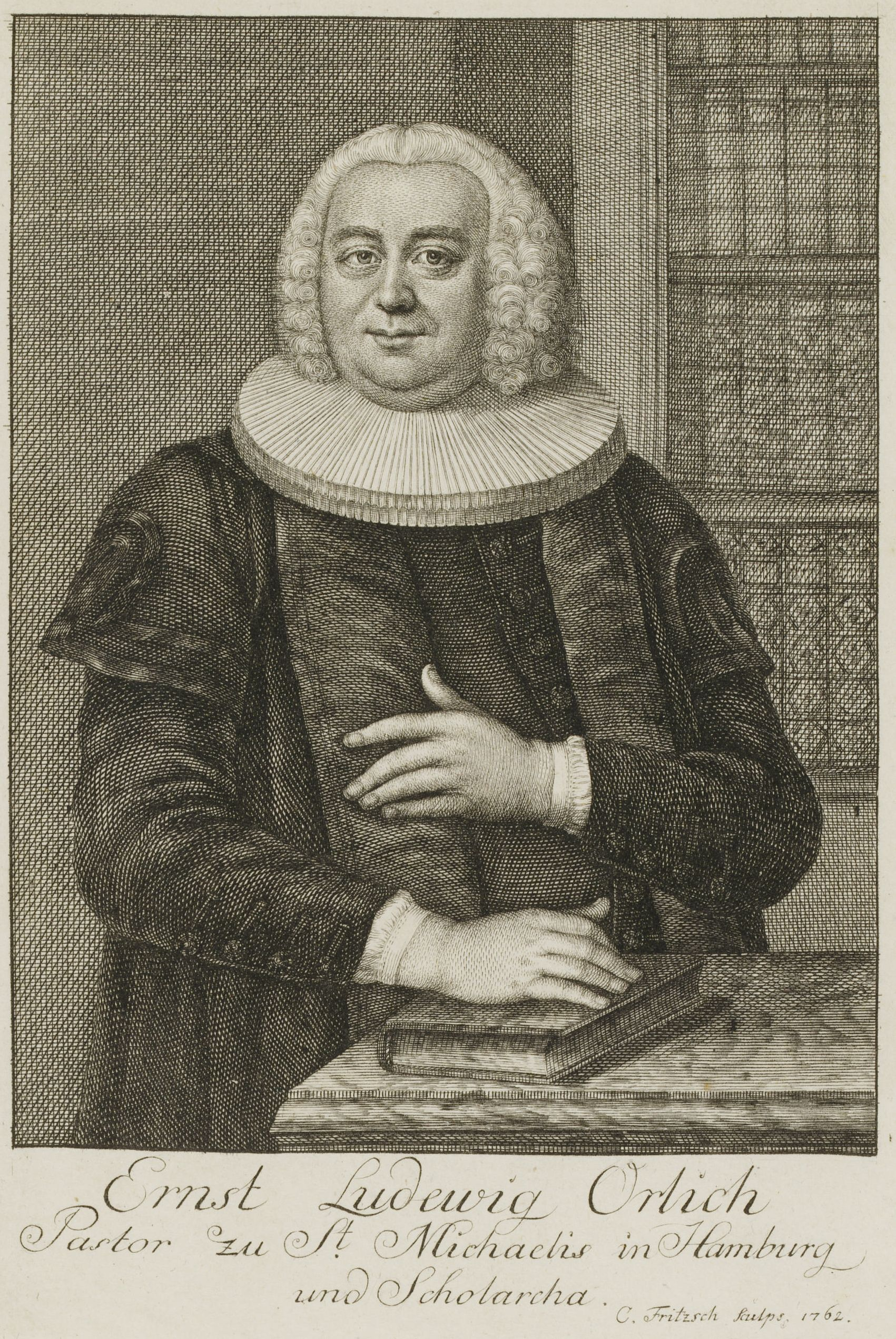
Ernst Ludwig Orlich, Kupferstich von Christian Fritzsch (1762)

Ernst Ludwig Orlich (* 10. Mai 1706 in Nelben; † 15. Juli 1764 in Pyrmont) war Hauptpastor von St. Michaelis.

## Leben
Ernst Ludwig Orlich (eigentlich: von Orlich) stammte aus einem preußischen Adelsgeschlecht, aus dem mehrere lutherische Theologen hervorgingen. Sein Vater war der Renteneinnehmer Johann Martin Orlich. Er selbst hatte 1724 an der Universität Halle ein Theologiestudium absolviert, war 1727 Hauslehrer in Cottbus, ab November 1730 Pfarrer in Kolkwitz bei Cottbus, 1737 Pfarrer in Trebnitz bei Magdeburg, 1746 Pfarrer in Magdeburg und 1748 Hauptpfarrer in Braunschweig an der St. Martinskirche. Von 1761 an war Orlich Hauptpastor von St. Michaelis; zu seiner Amtseinführung hatte Georg Philipp Telemann eine Kantate (TWV 3:75) komponiert.
In Orlichs Amtszeit fiel die Einweihung der nach einem Brand neuerrichteten St.-Michaelis-Kirche am 19. Oktober 1762. Zu diesem Anlass hielt Orlich die Festpredigt Das pflichtgemäße Verhalten christlicher Gemeinden in Absicht ihrer Gotteshäuser, die auch publiziert wurde. Orlich bekleidete das Amt des Hauptpastors bis zu seinem Tod 1764. Er starb an Herzschlag bei einer Brunnenkur, wo er sich in Bad Pyrmont aufhielt.
Er heiratete im Mai 1731 Juliane Charlotte von Schmieden. Da sie bereits nach vier Wochen Ehe verstarb, ging er am 27. April 1735 mit Henriette Louise Hein aus Walkenhagen seine zweite Ehe ein.

## Werkauswahl
- Die Arbeit der Lehrer und Zuhörer in den Gemeinen des Herrn an ihren Seelen, in einigen heiligen Reden bey Veränderung seines Amts vorgestellet, und auf Verlangen dem Druck übergeben. Magdeburg 1748.
- Die gute Gestalt eines Proselyten, bey der Taufe eines Juden vorgestellet. Braunschweig 1754.
- Drey Predigten, bey besonden Gelegenheiten der gegenwärtigen Zeit. Braunschweig 1759.
- Sammlung einiger Predigten. Braunschweig 1761.
- Entwürfe von Predigten. 3 Theile. Hamburg 1762–1764.

## Weblink
- Gemeindeseite des Hamburger Michel

| Vorgänger        | Amt                                    | Nachfolger                |
| ---------------- | -------------------------------------- | ------------------------- |
| Friedrich Wagner | Hauptpastor an St. Michaelis 1761–1764 | Georg Ludwig Herrnschmidt |

| Personendaten    | Personendaten                           |
| ---------------- | --------------------------------------- |
| NAME             | Orlich, Ernst Ludwig                    |
| ALTERNATIVNAMEN  | Orlich, Ernst Ludwig von                |
| KURZBESCHREIBUNG | Hauptpastor zu St. Michaelis in Hamburg |
| GEBURTSDATUM     | 10. Mai 1706                            |
| GEBURTSORT       | Nelben                                  |
| STERBEDATUM      | 15. Juli 1764                           |
| STERBEORT        | Bad Pyrmont                             |